# 空中発射巡航ミサイル
空中発射巡航ミサイル（くうちゅうはっしゃじゅんこうミサイル、英語: Air Launched Cruise Missile, ALCM）は、航空機に搭載されそこから発射される巡航ミサイル。スタンドオフ兵器として長射程を有し、通常兵器及び核兵器の両方とも実用化されている。

## 空中発射巡航ミサイル一覧
アメリカ合衆国
- AGM-28 ハウンド・ドッグ
- AGM-86 ALCM
- AGM-129 ACM
- AGM-84H/K SLAM-ER
- LRASM

 イギリス/ フランス/ イタリア
- SCALP-EG/ストーム・シャドウ

 フランス
- ASMP

 ドイツ/ スウェーデン
- KEPD 350

 中華民国
- 万剣

 中国
- CJ-10

 ロシア
- ブラモス
- Kh-22
- Kh-55
- Kh-101

 ノルウェー
- JSM